# Герой Российской Федерации Алдар Цыденжапов (корвет)
«Герой Российской Федерации Алдар Цыденжапов» — российский многоцелевой корвет с управляемым ракетным вооружением ближней и дальней морской зоны ТОФ Военно-Морского Флота Российской Федерации, третий корабль проекта 20380, построенный на Амурском судостроительном заводе (АСЗ). В составе 165-й бригады Приморской флотилии разнородных сил ТОФ с базированием в городе Владивосток.
Предназначен для патрулирования, ведения борьбы с надводными и подводными кораблями противника, поддержки морского десанта в ближней морской зоне.
Корабль назван в честь Героя Российской Федерации матроса Алдара Цыденжапова, погибшего при исполнении воинского долга.

## Строительство
Заложен на стапеле АСЗ 22 июля 2015 года.
12 сентября 2019 года корвет поставлен в док для проведения достроечных работ и испытаний.
21 октября 2019 года корвет спустили на воду из транспортного дока «Зея» и перевели для завершающего этапа технических работ к достроечному пирсу.
25 мая 2020 года проведена технологическая операция по постановке корвета в транспортно-спусковой док «Зея».
3 июня 2020 года корвет начали транспортировать в Приморье. Экипаж заселится на корабль в конце июня, после прибытия корвета во Владивосток, где пройдут заводские ходовые и государственные испытания.
16 июня 2020 года корвет прибыл во Владивосток для проведения заводских ходовых и государственных испытаний.
5 августа 2020 года корвет завершил этап швартовых испытаний во Владивостоке.
30 сентября 2020 года корвет вышел из Владивостока на заводские ходовые испытания в акватории Японского моря.
8 октября 2020 года корвет завершил первый этап ходовых испытаний и  вернулся на сдаточную базу АСЗ во Владивостоке.
26 октября 2020 года корвет в акватории Японского моря впервые провел артиллерийские стрельбы из 100-мм универсальной корабельной артустановки А-190, шестиствольной автоматической установки АК-630, а также выполнил постановки радиоэлектронных помех.
В ноябре 2020 года корвет в ходе испытаний успешно поразил морскую цель ракетой 3М24 комплекса «Уран», а также впервые провел стрельбу малогабаритным противолодочным и противоторпедным комплексом «Пакет-НК».
Поднятие флага и передача корабля в состав ТОФ ВМФ России состоялась 25 декабря 2020 года.

## Служба
В июне 2021 года корабль принимал участие в крупных учениях ТОФ ВМФ России в Тихом океане.
В октябре 2021 года корабль в составе группы кораблей ТОФ ВМФ России принимал участие в совместном с ВМФ Китая патрулировании в Тихом океане.
В конце октября 2021 года корабль в ходе учений в заливе Петра Великого (Японское море) уничтожил воздушные и надводные цели огнем из артиллерийских установок.
Летом 2023 года в составе отряда кораблей ТОФ участвовал в российско-китайском военно-морском учении «Север. Взаимодействие-2023».

## Конструкция
Корабль построен по модульной схеме, что позволяет устанавливать на них новые системы оружия и радиоэлектронного вооружения без больших переделок и затрат времени. Основные принципы заложенные в проект корветов — многофункциональность, компактность, малозаметность, автоматизация корабельных систем, повышенная живучесть корабля. Жизненный цикл корабля определён в 30 лет.

### Корпус и надстройка

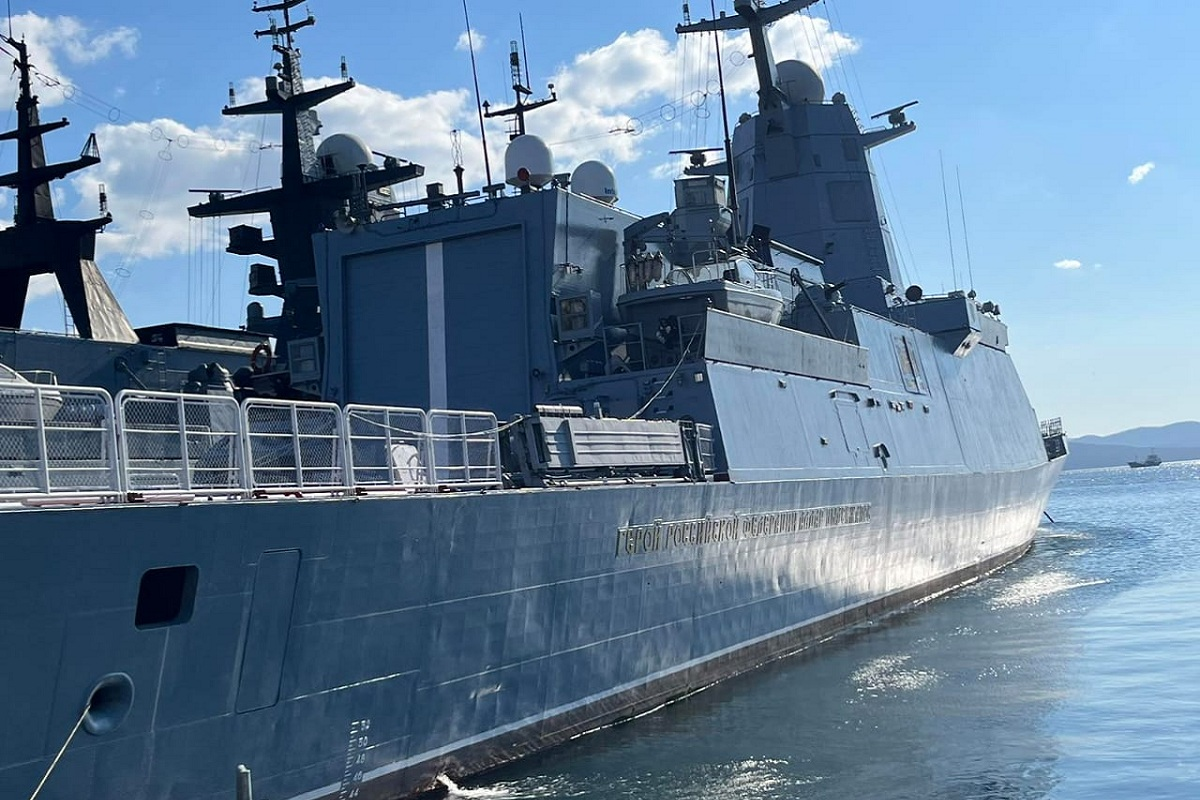
Правый борт корвета

Корпус корвета — стальной гладкопалубный. Благодаря новым обводам подводной части корпуса снижено сопротивление воды от 5 % до 25 %, в зависимости от скорости. Имеется носовой бульб.
Надстройка корабля выполнена из современных многослойных композитных материалов с усилением конструкции материалами на основе углеродистого волокна. Форма надстройки спроектирована по так называемой «стелс-технологии» с целью уменьшения радиолокационной заметности.
На корме размещён ангар с взлётно-посадочной площадкой для вертолета типа Ка-27.

### Главная энергетическая установка
Главная энергетическая установка (ГЭУ) — двухвальная дизельная. Установка создана на основе двух дизель-дизельных агрегатов ДДА12 000, в каждый из которых включены два дизеля 16Д49 (по 6000 л.с) производства ОАО «Коломенский завод», двух редукторных передач и одного суммирующего реверс-редукторного агрегата производства ОАО «Звезда». Дальность плавания составляет 4000 миль экономическим ходом (14 узлов)
Для выработки электроэнергии установлены четыре дизель-генератора 22-26ДГ по 630 кВт каждый.

### Вооружение боевое
- 2 × 4 ПУ «Уран-У» с противокорабельными ракетами 3М24
- 3 × 4 ВПУ ЗРК «Редут»[22]
- 2 × 30 мм артиллерийских установки АК-630М-06
- 1 × 1 × 100 мм артиллерийская установка А-190
- 2 × 4 × 330 мм торпедных аппарата с торпедами комплекса «Пакет-НК»[23]
- 2 × 1 × 14,5-мм пулемётных установки
- 2 × 2 противодиверсионный гранатомёт ДП-64 «Непрядва»
- Переносной зенитно-ракетный комплекс «Игла-С»

### Вооружение радиоэлектронное и радиотехническое
- Навигационная радиолокационная станция «Пал-Н»
- РЛС «Заслон»[24]
- Система спутниковой навигации CH-3101
- Система управления артиллерийским огнём 5П-10-02 «Пума»
- Гидроакустический комплекс «Заря-2»
- Гидроакустическая станция «Минотавр-М»
- ОГАС «Анапа-М»
- Станция РЭБ постановки помех ТК-25
- Четыре пусковые установки ПК-10 снарядов радиоэлектронного подавления и постановки пассивных помех «Смелый»
- БИУС «Сигма-20380»
- Автоматизированный комплекс связи Р-779-16 «Рубероид»
- Оптическая система посадки вертолетов ОСПВ-20380
- Автоматизированный комплекс навигации и гиростабилизации для кораблей «Чардаш»[25]

## Командир
- Капитан 3-го ранга Евгений Ковалев (2019—2021)[26].
- Капитан 2-го ранга Андраник Шишманян (2021—2023)[27]